# Lehna Agad
Lehna Agad, Angad Dev Ji (ur. 31 marca 1504 w Sarae Naga, zm. 28 marca 1552 - drugi z jedenastu guru sikhizmu.
Był synem Dolny, którego zaś ojcem był Narayana Das Trehan, który pochodził z domu Matte-di-Saraj.
W 1538, Nanak wybrał Lehna, swego ucznia, jako następcę na guru. Lehna Angad stał się drugim guru. Kontynuował on pracę rozpoczętą przez założyciela, Nanaka.
Co roku prowadził grupę hinduskich wiernych do świątyni Jawalamukhi. Ożenił się z Mata Khivi w styczniu 1520 i miał dwóch synów (Dasu i Datu) oraz dwie córki (Amro i Anokhi). Opuścił wieś w której się wychował w strachu przed inwazją Babera. Po tym jego rodzina osiedliła się w Khadur Sahib.
Shikiem został po wysłuchaniu hymnu odmawianego przez Nanaka podczas pielgrzymki do Kartarpur.
Po śmierci Nanaka, która nastąpiła 22 września 1539 został jego następcą. Jego wybór nie został zaakceptowany przez synów Guru Nanaka i z tego względu przeniósł swoją siedzibę z Kartarpuru do Khaduru nad rzeką Bjas.  W 1540 władca Wielkich Mogołów Humajun spotkał się w Khadur z Guru Lehna Angad, dzięki czemu poprawiły się relacje pomiędzy Mogołami a wyznawcami sikhizmu.
Guru Angad Dev Ji wprowadził nowy alfabet znany jako Gurmukhi Script oraz modyfikował stary alfabet pendżabski. Wkrótce, ten skrypt stał się bardzo popularny i zaczął być używany przez ludzi. Napisał pierwszą biografię guru Nanak.
Guru Lehna Angad zmarł 28 marca 1552 w wieku 48 lat.
| Imię                   | Data urodzenia   | Wybór na Guru       | Śmierć              |
| ---------------------- | ---------------- | ------------------- | ------------------- |
| Nanak                  | 15 kwietnia 1469 | 20 sierpnia 1507    | 22 września 1539    |
| Guru Lehna Angad       | 31 marca 1504    | 7 września 1539     | 28 marca 1552       |
| Guru Amar Das          | 5 maja 1479      | 26 marca 1522       | 1 września 1574     |
| Guru Ram Das           | 24 września 1534 | 1 września 1574     | 1 września 1581     |
| Guru Ardżan            | 15 kwietnia 1563 | 1 września 1581     | 30 maja 1606        |
| Guru Hargobind         | 19 czerwca 1595  | 25 maja 1606        | 28 lutego 1644      |
| Guru Har Rai           | 16 stycznia 1630 | 3 marca 1644        | 6 października 1661 |
| Guru Har Krishan       | 7 lipca 1656     | 6 października 1661 | 30 marca 1664       |
| Guru Tegh Bahadur      | 1 kwietnia 1621  | 20 marca 1665       | 11 listopada 1675   |
| Guru Gobind Singh      | 22 grudnia 1666  | 11 listopada 1675   | 7 października 1708 |
| Siri Guru Granth Sahib |                  | 7 października 1708 |                     |